# Австралія в Другій світовій війні

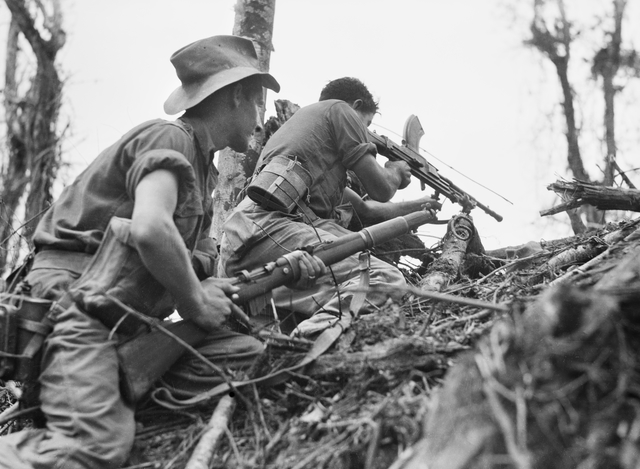
Австралійський кулеметний підрозділ під час бою в Айтапе-Вевакській кампанії в червні 1945 року

3 вересня 1939 року, незабаром після вторгнення німців у Польщу, Австралія оголосила Німеччині війну, тим самим вступивши у Другу світову війну. У збройних силах країни в роки війни служило 993 тисячі осіб з 6,9 млн осіб населення країни. Австралійські військові з'єднання брали участь в операціях на території Європи, Північної Африки, а також у південно-західній частині Тихого океану. Крім того, територія Австралії вперше в історії зазнала прямого нападу противника. Всього за роки війни від дій супротивника загинуло 27 073 австралійці, ще 23 477 було поранено.
Фактично в період між 1939 і 1945 роками Австралія брала участь у двох війнах. У рамках Британської Співдружності націй воювала проти Німеччини та Італії в Європі і Північній Африці. У союзі зі Сполученими Штатами і Великою Британією брала участь у військових діях проти Японії. З початком повномасштабної війни на Тихому океані велика частина австралійських військ була виведена з Середземного моря. Однак багато австралійських з'єднань продовжували повітряну боротьбу проти Німеччини. З 1942 року до початку 1944 року австралійські війська відігравали ключову роль у війні на Тихому океані, оскільки представляли більшість союзних сил у південно-західній частині океану. З середини 1944 року Австралія брала участь у боях переважно на другорядних фронтах, при цьому продовжуючи наступальні операції проти Японії аж до закінчення війни.
Друга світова війна внесла серйозні зміни в австралійську економіку, внутрішню і зовнішню політику. Вона прискорила процес індустріалізації, призвела до зростання і розвитку збройних сил. У зовнішній політиці Австралія стала більше орієнтуватися на США, ніж на Велику Британію. Непрямим результатом війни стало внутрішнє перетворення австралійського суспільства — воно стало більш різнорідним і космополітичним.

## Початок війни
До моменту оголошення війни Німеччині, 3 вересня 1939 року, австралійські сухопутні сили нараховували 3 тисячі кадрових військових і 80 тисяч резервістів. Військово-морські сили — 2 важких крейсери («Австралія», «Канберра»), 4 легких крейсери («Сідней», «Хобарт», «Перт», «Аделаїда»), 5 міноносців, 4 шлюпи, плавбаза і мережевий загороджувач. Військово-повітряні сили — 246 літаків (в основному застарілих).
15 вересня 1939 року прем'єр-міністр Австралії оголосив про початок формування Австралійських імперських сил (AIF) — експедиційних сил для відправки за межі Австралії, спочатку — 6-ї піхотної дивізії і допоміжних частин загальною чисельністю 20 тисяч солдатів і офіцерів. Дивізія була сформована в жовтні-листопаді 1939 року і відправлена в Єгипет на початку 1940 року, де повинна була завершити навчання і отримати озброєння від Великої Британії.
Ще три піхотні дивізії AIF (7-ма, 8-ма і 9-та), а також штаб 1-го корпусу і допоміжні підрозділи, що були сформовані в першій половині 1940 року.

## Північна Африка, Середземномор'я і Близький Схід
У 1940-1941 роках у цей регіон були відправлені 3 піхотні дивізії, а також декілька ескадрилей і бойові кораблі.

### Північна Африка
Перші бойові дії австралійців розпочали моряки. Влітку 1940 року на Середземному морі, в Олександрії, разом з британським флотом базувалися австралійський крейсер «Сідней» і 5 старих австралійських міноносців (прозвані «флотилією металобрухту»). Після вступу 10 червня 1940 року в Другу світову війну Італії крейсер «Сідней» потопив італійський есмінець, а міноносець «Вояджер» — підводний човен. 19 липня 1940 року «Сідней», у взаємодії з британськими есмінцями, вступив у бій проти двох італійських крейсерів і потопив один з них.
Австралійська піхота почала бойові дії в Італійській Лівії в ході операції «Компас», успішному наступі військ Британської Співдружності у грудні 1940 — лютому 1941 році. Хоча 6-та австралійська піхотна дивізія ще не була повністю оснащена, вона виконала поставлене їй завдання щодо взяття італійських укріплених вузлів. За підтримки 7-ї британської танкової дивізії в Бардії було взято в полон 40 тисяч італійців. Потім австралійці взяли Тобрук, захопивши в полон ще 25 тисяч італійців. 4 лютого 1941 6-та австралійська дивізія взяла місто Бенгазі. Після цього 6-та дивізія була відведена (для подальшої відправки в Грецію), її змінила 9-а австралійська дивізія.
Наприкінці березня 1941 німецькі війська, які висадилися в Північній Африці (Африканський корпус генерала Роммеля), почали наступ і змусили сили Британської Співдружності відступити до Єгипту. 9-та австралійська дивізія прикривала цей відхід, а 6 квітня 1941 отримала наказ обороняти стратегічно важливе портове місто Тобрук, протягом не менш двох місяців. В ході тривалої облоги, 9-а австралійська дивізія, посилена однією бригадою 7-ї австралійської дивізії і британською артилерією і танками, завзято відбивала численні атаки німецької піхоти і танків. Постачання гарнізону Тобрука здійснювали «металобрухтові» австралійські міноносці, два з них були потоплені. У вересні-жовтні 1941, після півроку облоги, більшість австралійців у Тобруці були замінені британської дивізією, однак оборона Тобрука обійшлася австралійцям втратою 3-х тисяч бійців, в тому числі понад 800 вбитими.
У цих боях в Північній Африці також брали участь 2 австралійські ескадрильї.

### Греція, Крит і Ліван
У березні 1941 року в Грецію, для відбиття німецького нападу, був відправлений експедиційний корпус Британської Співдружності в складі 6-ї австралійської дивізії, 2-ї новозеландської дивізії та 1-ї британської танкової бригади.
Німецьке вторгнення в Грецію почалося 6 квітня 1941, грецькі війська і сили Співдружності не змогли протистояти переважаючим силам супротивника, були змушені відступати. В кінці квітня війська союзників були евакуйовані з материкової Греції. В ході боїв австралійці втратили 320 чоловік убитими і 2 тисячі полоненими.
Велика частина 6-ї австралійської дивізії була евакуйована в Єгипет, а 19-а бригада була висаджена на Криті. У боях, які почалися там після висадки 20 травня 1941 німецького десанту, австралійці втратили більше 3 тисяч осіб (більшість з них потрапило в полон).
У червні-липні 1941 року 7-а австралійська дивізія і 17-а бригада 6-ї дивізії брали участь у Лівансько-Сирійській кампанії проти французьких військ, які перейшли на бік Німеччини. Зламавши наполегливу оборону французів, австралійці зайняли весь Ліван і взяли Бейрут 12 липня 1941. Залишки французьких військ на чолі з командувачем здалися австралійцям.

### Ель-Аламейн
Після початку в грудні 1941 війни з Японією, 6-а і 7-а австралійські дивізії були повернуті в Австралію. Австралійські бойові кораблі також пішли з Середземного моря. На Близькому Сході залишилася тільки 9-я австралійська дивізія, але і вона перестала отримувати поповнення з Австралії.
У середині 1942 року німецько-італійські сили розбили війська Співдружності в Лівії, і вступили в північно-західну частину Єгипту. У червні 1942 британська 8-а армія розташовувалася в 100 км на захід від Олександрії, 9-а австралійська дивізія отримала наказ закріпитися на північній ділянці лінії оборони. Австралійці зіграли важливу роль у першій битві за Ель-Аламейн, де було зупинено наступ німців та італійців. У вересні 1942 9-а дивізія стала здійснювати атаки на позиції противника.
У жовтні 1942 9-та австралійська дивізія і австралійські ескадрильї брали участь у другому битві за Ель-Аламейн. 8-а британська армія перейшла в наступ. 9-а дивізія у важких боях прорвала німецьку оборону, але понесла важкі втрати.
У січні 1943 дивізія була відправлена з Єгипту в Австралію.

### Туніс, Сицилія та Італія
Після виведення 9-ї австралійської дивізії в Північній Африці залишилися кілька австралійських ескадрилей, підтримували наступ британської 8-ї армії в Лівії, потім в Тунісі. Два австралійських міноносця також брали участь у висадці військ союзників в Північній Африці в листопаді 1942.
Австралійці зіграли невелику роль в Італійській кампанії. У травні-листопаді 1943 р. в Середземному морі знаходилися 8 австралійських корветів, сприяли висадки військ союзників у Сицилії. 239-е авіаційне крило і 4 австралійські ескадрильї також брали участь у Сицилійської кампанії, і сприяли висадці в Італії у вересні 1943.

## У Британії та Західній Європі
Австралійці брали участь в обороні Великої Британії протягом всієї війни. Під час Битви за Британію 1940 році більше 100 австралійських льотчиків билися разом з британськими ВПС. З червня 1940 по січень 1941 у Великій Британії також були розміщені дві австралійські піхотні бригади, які входили до складу британських мобільних сил для відбиття можливої висадки німців на острові. З 1941 року у Великій Британії перебували кілька австралійських ескадрилей, захищали від нальотів німецьких бомбардувальників, а з середини 1944 — від Фау-1.
Дві австралійські ескадрильї брали участь у «Битві в Атлантиці». Вони потопили 12 німецьких підводних човнів. Одна австралійська ескадрилья деякий час в 1942 році базувалася на півночі СРСР (в Ваєнзі). Кілька австралійських бойових кораблів брали участь у ескортуванні караванів в Атлантиці.
Австралійці брали активну участь у стратегічних бомбардуваннях Німеччини, а також в авіапідтримці висадки в Нормандії і наступу військ союзників у Франції та Німеччині. Близько 13 тисяч льотного і наземного персоналу служили в багатьох британських і в п'яти австралійських ескадрильях у складі британських бомбардувальних сил з 1940 року і до кінця війни.

## Війна на Тихому океані
У грудні 1941 австралійські збройні сили в регіоні складалися з 8-ї піхотної дивізії, розміщеної у Малайї, і восьми частково навчених і екіпірованих дивізій на території Австралії. В австралійських авіачастинах було 373 літака, більшість з них застарілі і навчальні. Флот мав в австралійських водах трьома крейсерами і двома есмінцями. Крім того додатково були передані і побудовані — важкий крейсер «Шарпшир», 4 есмінці, 15 тральщиків, 6 фрегатів, шлюп і 3 мережевих загороджувача. Власні втрати флоту за роки війни склали — легкий крейсер, есмінець і шлюп.

### Малайя й Сінгапур
До початку японського нападу в Малайї перебувала австралійська 8-а піхотна дивізія (неповного складу) і 4 авіаескадрильї. Вони були розміщені в Джохоре, на півдні Малайї, там же розташовувалися кілька індійських частин.
14 січня 1942 австралійці вступили в бойовий контакт з японської 25-ю армією, і під натиском переважаючих за чисельністю японських сил 31 січня відійшли з боями в Сінгапур, понісши великі втрати — підрозділи дивізії втратили до половини особового складу (з них 145 поранених австралійців потрапило в полон, всі вони, разом з полоненими індійцями, були вбиті японськими імператорськими гвардійцями за наказом командира гвардійської дивізії генерала Нісімури).
Залишки 8-ї австралійської дивізії за наказом командувача британськими військами в Сінгапурі генерал-лейтенанта Персіваля були розміщені на північно-західній ділянці острова. Командувач вважав, що японці будуть штурмувати північно-східний ділянку, і розмістив там британську 18-у дивізію повного складу.
Однак 8 лютого 1942 японці після багатогодинних артобстрілів і бомбардувань висадилися саме на австралійському ділянці оборони. Австралійці наполегливо чинили опір протягом двох днів важких боїв, але не змогли стримати натиск японців. Генерал Персіваль не послав допомогу австралійцям, оскільки був твердо впевнений, що це лише відволікаючий маневр японців.
15 лютого 1942 британський генерал Персіваль особисто, з білим прапором у руках, з'явився до японцям і здав всі залишилися під його командуванням війська і весь Сінгапур японцям. В Японії це було відзначено як національне свято — кожній родині влади видали по пакетику бобів, а всім дітям до 13 років — по льодянику. У Сінгапурі тим часом японські війська методично знищували китайських мешканців, а всіх європейців і індійців Сінгапуру помістили в концтабори.

### Індонезія й Тимор
У перші тижні війни проти Японії два батальйони австралійської 23-ї піхотної бригади були висаджені на острові Амбон і на Західному Тиморі (належали Нідерландам). Крім того, 2-а окрема рота командос була висаджена в Ділі Португальською Тиморі (в порушення нейтралітету Португалії).
Залишки австралійського батальйону на Амбоне після 5 днів боїв проти висадилися японців здалися, і японці як завжди вбили усіх полонених. Та ж доля спіткала другий австралійський батальйон на Західному Тиморі.
Однак рота командос (під командуванням майора-резервіста Александера Спенса, по професії журналіста) у Португальському Тиморі не тільки не здалася, але вела партизанську боротьбу проти японських військ (48-ї дивізії) до лютого 1943, коли рота була евакуйована австралійськими кораблями. (У червні 1943 ця рота була висаджена на острові Нова Гвінея, потім на острові Нова Британія, де боролася проти японців до закінчення Другої світової війни.)
У березні 1942 кілька австралійських бойових кораблів, піхотні частини загальною чисельністю в три тисячі бійців, і кілька авіаескадрилей обороняли острів Яву від висадки там японців.

### Нова Гвінея
Японські війська висадилися на північному узбережжі Нової Гвінеї 8 березня 1942. В той час там не було австралійських військ. Перший бойовий контакт відбувся 29 червня 1942, коли австралійська 5-а окрема рота командос успішно атакувала один з японських гарнізонів в селищі Саламауа, знищивши близько 100 японців (австралійські втрати — 3 поранених).
Японці вирішили захопити Порт-Морсбі на південному узбережжі Нової Гвінеї не висадкою з моря, а сухопутним шляхом (понад 200 км), від північного узбережжя. Перший опір японцям на цьому маршруті 22 липня 1942 надала слабопідготовлена австралійська бригада резервістів (3 батальйони, з них один папуаський, загальна чисельність — близько 2 тисяч австралійців і 500 папуасів). Вони зуміли уповільнити просування японців, але не змогли його зупинити.
Чисельність японських експедиційних сил на цьому маршруті досягла 10 тисяч, австралійці прислали на допомогу своїй бригаді 2 батальйони (з 7-ї піхотної дивізії). 16 вересня 1942 японці знаходилися в 50 км від Порту-Морсбі, де отримали наказ від вищого командування повернутися на північне узбережжя Нової Гвінеї. Австралійці переслідували відступаючих японців і до листопада 1942 ті опинилися на невеликому плацдармі на північному березі. Цей плацдарм у листопаді 1942 був атакований австралійською 7-ю дивізією і американської 32-ю дивізією, однак японські війська були знищені лише в січні 1943.
Бої з невеликими японськими силами на північному узбережжі Нової Гвінеї (у тому числі в західній, нідерландській частині острова) тривали до 1945 року.

### Борнео
Бої на острові Борнео стали останньою великою наземною операцією австралійських сухопутних сил. Там були висаджені 2 австралійські дивізії, на 3 окремих ділянках, з травня по липень 1945 року. Метою було захоплення нафтових полів і позбавлення Японії джерел палива.